# Sinfonietta (orquesta)
Una sinfonietta es un conjunto musical que es más grande que un orquesta de cámara pero más pequeño que una orquesta sinfónica. Hay muchas orquestas llamadas sinfonietta. Algunos conjuntos son aún una sinfonietta a pesar de no incluir la palabra en su nombre:
- Alarm Will Sound
- Amsterdam Sinfonietta
- American Sinfonietta
- Athelas Sinfonietta Copenhagen
- Basel Sinfonietta
- Bilbao Sinfonietta
- Bournemouth Sinfonietta
- Chicago Sinfonietta
- Danish National Chamber Orchestra (Danish Radio Sinfonietta)
- Hong Kong Sinfonietta
- Hull Sinfonietta
- Iberian Sinfonietta
- Imperial College Sinfonietta
- Israel Beersheba Sinfonietta
- KLPac Sinfonietta
- Kymi Sinfonietta
- Sinfonietta de Lisboa
- London Sinfonietta
- Luxembourg Sinfonietta
- Sinfonietta Nova Arnstadt
- Kiev Sinfonietta
- Oslo Sinfonietta
- Roma Sinfonietta
- Royal College of Music Sinfonietta
- San Francisco Sinfonietta
- Siam Sinfonietta
- Southampton Youth Sinfonietta Orchestra
- Stockholm Sinfonietta
- Tapiola Sinfonietta
- Sinfonietta SFP